# 福州地铁7号线
福州地铁7号线，又称福州市轨道交通7号线，是中华人民共和国福建省福州市远期规划中的一条城市轨道交通线路。

## 简介
2010年12月3日，福州市城市地铁有限责任公司发布福州市轨道交通远景（2050年）规划线网，线网将由7条线路组成，其中包括作为远期预留延伸的地铁7号线。2015年12月31日，国家发展和改革委员会批复了福州市城市轨道交通第二期建设规划（2015～2021年）。根据规划，福州地铁7号线是福州滨海新区发展的重要交通基础设施。7号线全长45.7公里，设站23座。线路起自于琅岐岛渡亭坟，经董安村、朱子村、琅岐经济区、大围浦、长乐区潭头镇泽里、潭头镇、省道201线、金峰镇林朱村、胪峰大道（201省道）、华恩村、东阳村、洋边村、龙峰村、文松路、梅江线、文武砂街道新塘、东山村、陈果村、江田镇樟板村，最后沿201省道至终点松下镇。